# Ménaka
Ménaka är en kretshuvudort i Mali.   Den ligger i regionen Gao, i den östra delen av landet, 1 200 km öster om huvudstaden Bamako. Ménaka ligger 276 meter över havet och antalet invånare är 9 110.
Terrängen runt Ménaka är mycket platt.  Trakten runt Ménaka är nära nog obefolkad, med mindre än två invånare per kvadratkilometer. Trakten runt Ménaka är ofruktbar med lite eller ingen växtlighet.